# UDP-N-acetilglukozaminska 2-epimeraza (hidroliza)
UDP-N-acetilglukozaminska 2-epimeraza (hidroliza) (EC 3.2.1.183, GNE (gen), siaA (gen), neuC (gen)) je enzim sa sistematskim imenom UDP-N-acetil-alfa--glukozamin hidrolaza (2-epimerizacija). Ovaj enzim katalizuje sledeću hemijsku reakciju
UDP--acetil-alfa--glukozamin + 2O {\displaystyle \rightleftharpoons } N-acetil-D-manozamin + UDP
Enzim je izdvojen iz jetre sisara, kao i iz nekih patogenih bakterija uključujući Neisseria meningitidis i Staphylococcus aureus.

## Literatura
- Nicholas C. Price; Lewis Stevens (1999). Fundamentals of Enzymology: The Cell and Molecular Biology of Catalytic Proteins (Third изд.). USA: Oxford University Press. ISBN 019850229X.
- Eric J. Toone (2006). Advances in Enzymology and Related Areas of Molecular Biology, Protein Evolution (Volume 75 изд.). Wiley-Interscience. ISBN 0471205036.
- Branden C; Tooze J. Introduction to Protein Structure. New York, NY: Garland Publishing. ISBN 0-8153-2305-0.
- Irwin H. Segel. Enzyme Kinetics: Behavior and Analysis of Rapid Equilibrium and Steady-State Enzyme Systems (Book 44 изд.). Wiley Classics Library. ISBN 0471303097.

## Spoljašnje veze
- UDP-N-acetylglucosamine+2-epimerase+(hydrolysing) на 